# Vosseleriana paradoxa
Vosseleriana paradoxa är en insektsart som först beskrevs av Bei-bienko 1948.  Vosseleriana paradoxa ingår i släktet Vosseleriana och familjen gräshoppor. Inga underarter finns listade i Catalogue of Life.